# Dwór w Bebrene

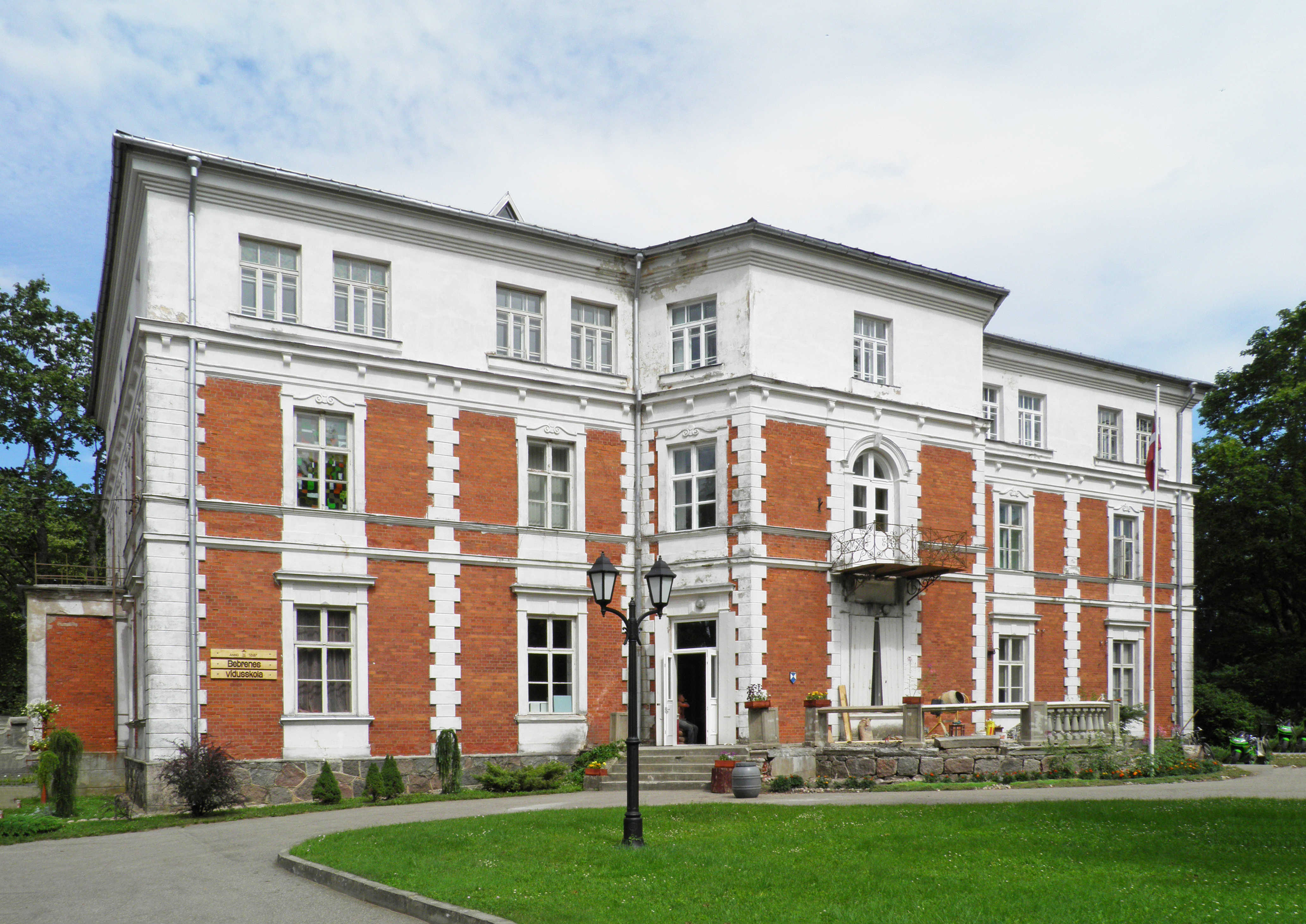
Dwór w Bebrene

Dwór w Bebrene (łot. Bebrenes muiža) – zespół parkowo-pałacowy w łotewskiej wsi Bebrene. Obecnie w pałacu mieści się szkoła średnia.
Pierwszy budynek dworu zbudowano jeszcze na początku istnienia zakonu liwońskiego. W 1562 dwór przypadł Kasparowi Sybergowi, a jego rod rządził w Brebene do początków XIX wieku. 6 stycznia 1803 roku hrabia Michał Plater (1777-1862) poślubił Izabelę Helenę Syberg zu Wischling (1785-1849) i odtąd do 1920, dwór należał do rodziny Plater-Zyberków.
Współczesny neorenesansowy budynek, według projektu Leandra Marconiego, zaczął budować – syn Michała i Izabeli – Stanisław Kazimierz Plater-Zyberk, a prace skończył jego syn Jozafat Maria Plater-Zyberk (1859–1933) w 1896 roku.
W dworze w Bebrze 2 maja 1899 urodził się ks. Aleksander-Andrzej-Erwin-Zygmunt Plater-Zyberk, sekretarz ks. kardynała Aleksandra Kakowskiego.
Zbudowany z czerwonej cegły dwór posiadał dwa piętra. Pomieszczenia zdobiły kryształowe lampy i przywiezione z Paryża meble antykwaryczne. Dwa salony i bibliotekę zaopatrzono w marmurowe kominki, wokół owalnego stołu stały krzesła w stylu Ludwika XV, ściany z kolei obwieszały rozmaite gobeliny.
W 1921 dwór znacjonalizowano i przekazano na potrzeby szkoły. W 1960 dobudowano trzecie piętro.